# Олехновичи (Минская область)
Олехно́вичи (бел. Аляхно́вічы) — агрогородок и железнодорожная станция в Молодечненском районе Минской области Беларуси. Административный центр Олехновичского сельсовета.

## География
Олехновичи находятся в 8 км к западу от посёлка Радошковичи и в 25 км к юго-востоку от райцентра, города Молодечно. Село сильно вытянуто с севера на юг вдоль реки Уша. Через Олехновичи проходит автодорога Красное — Раков, от неё в селе ответвляются дороги районного значения на Городок и Радошковичи. Через Олехновичи проходит ж/д линия Молодечно — Минск, в селе расположена ж/д станция с вокзалом.

## История
С 1793 года после второго раздела Речи Посполитой Олехновичи, как и вся Вилейщина, входила в состав Российской империи, был образован Вилейский уезд в составе сначала Минской губернии, а с 1843 года — Виленской губернии.
После подписания Рижского мирного договора (1921) Олехновичи оказалась в составе межвоенной Польши, гмины Красное Молодечненского повета Новогрудского воеводства, а с 1926 года — Виленского воеводства. В 1921 году здесь было 242 жителей. В 1931 году здесь было 504 жителей
В 1933 году в Олехновичах построена школа. В 2005 году освящен храм Рождества Иоанна Предтечи (Молодечненская епархия Белорусской Православной Церкви).
В 2008 году деревня Олехновичи преобразована в агрогородок.

## Культура
- Дом культуры

## События и мероприятия
- 2024 год — районный фестиваль "Дожинки"

## Достопримечательности
- Православная церковь Св. Иоанна Предтечи (1996 год).
- Здание ж/д станции (первая половина XX века)
- Водонапорная башня (первая половина XX века)
- В Центральном государственном архиве Литвы хранится проект строительства костела в Олехновичах Молодечненского повета (1939)[7]

## Галерея

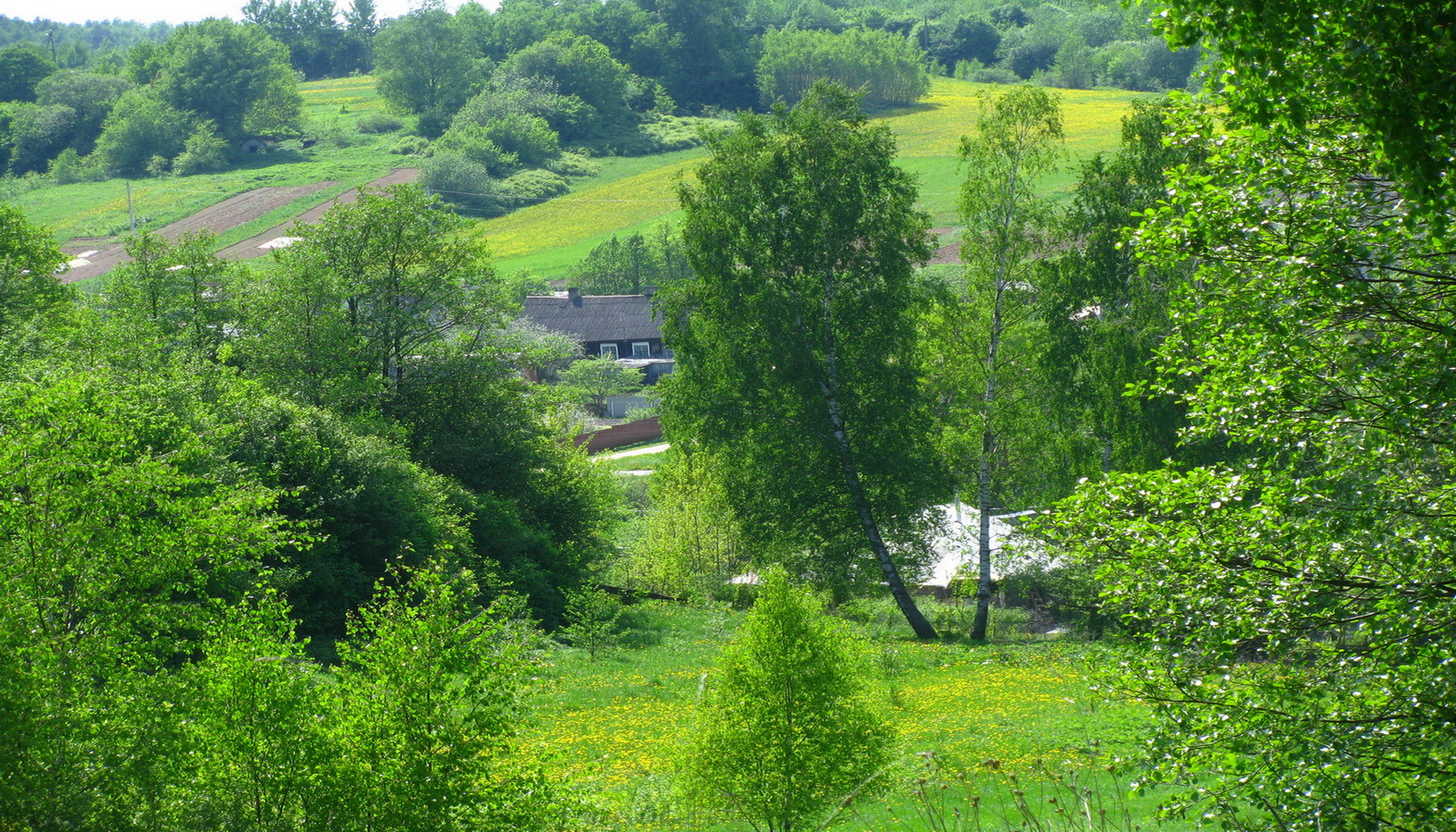
Панорама
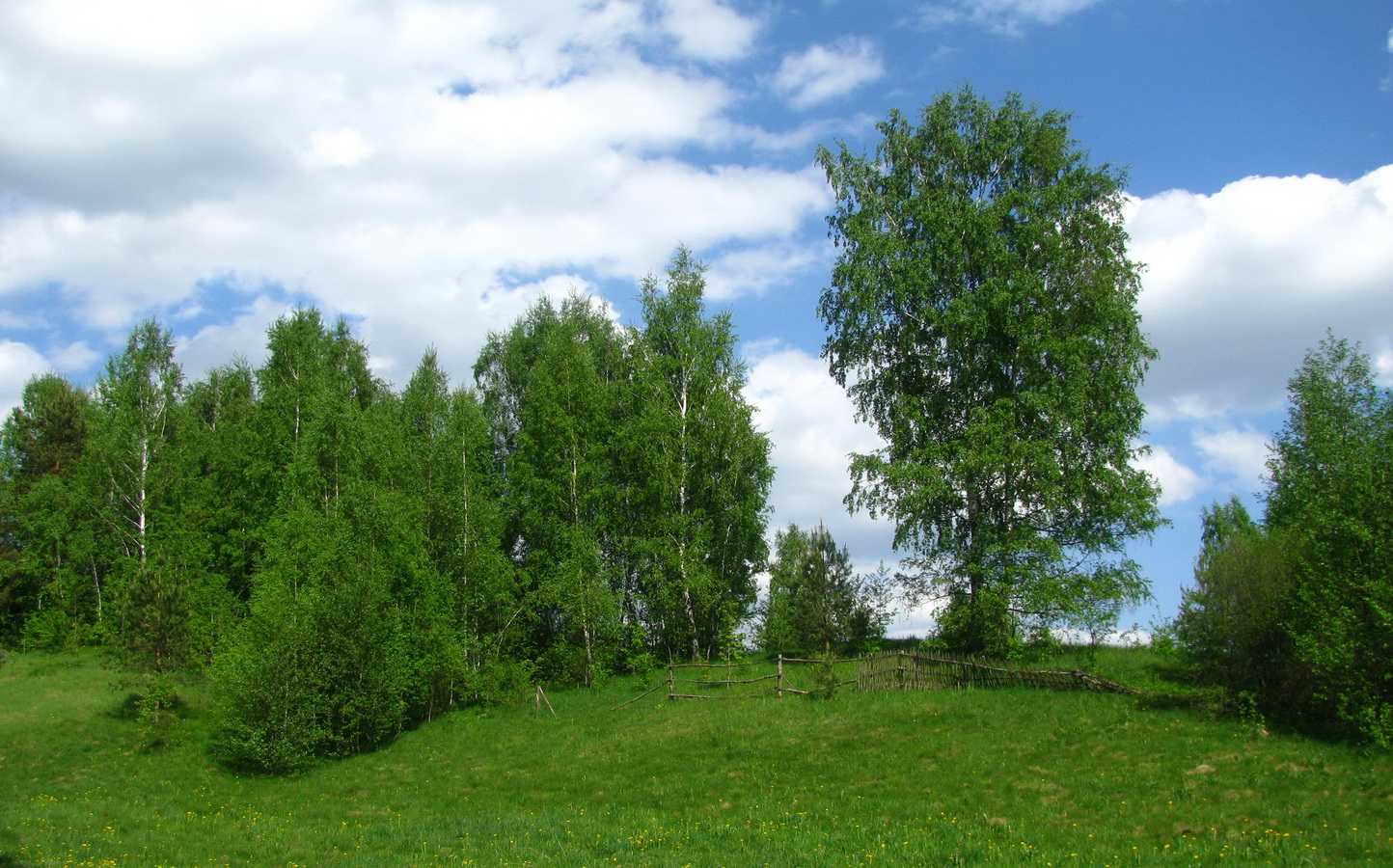
Панорама
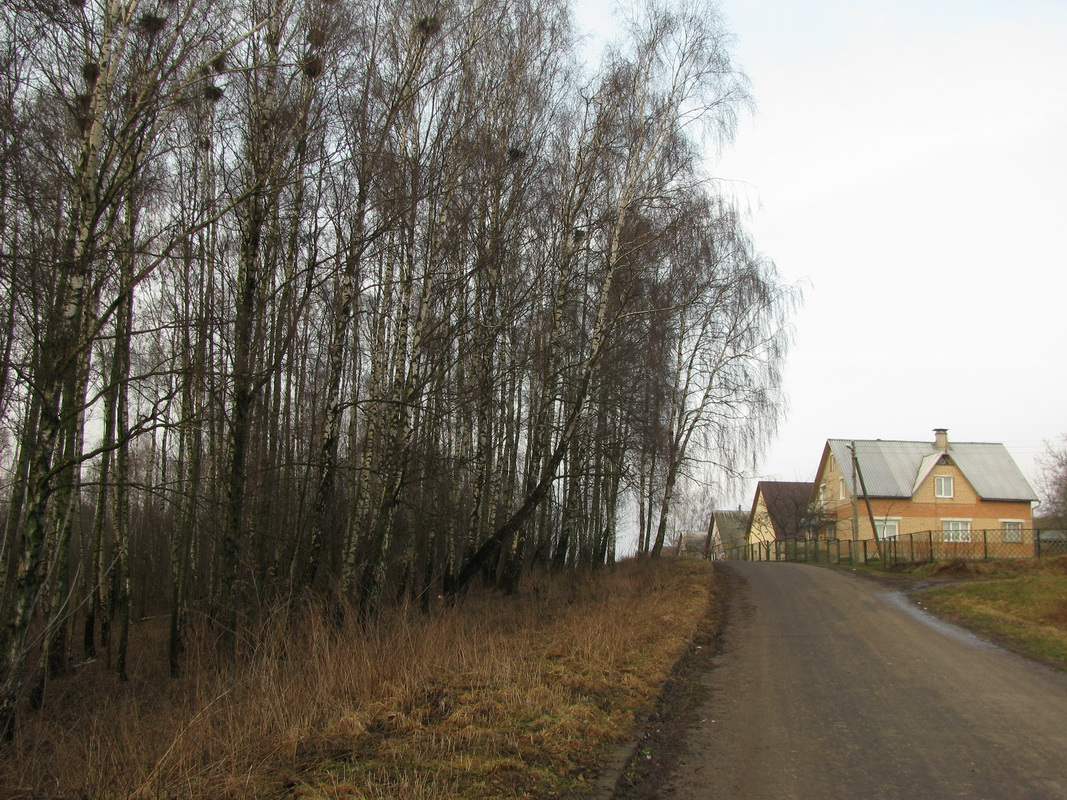
Улица Садовая
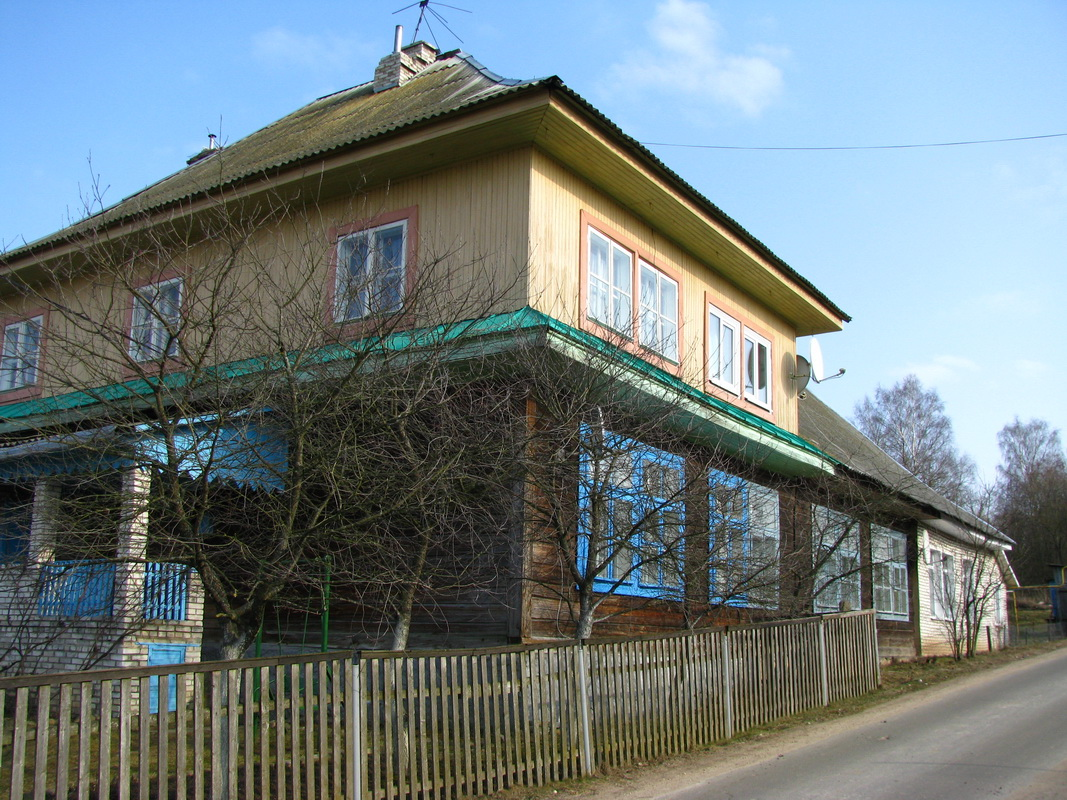
Дом
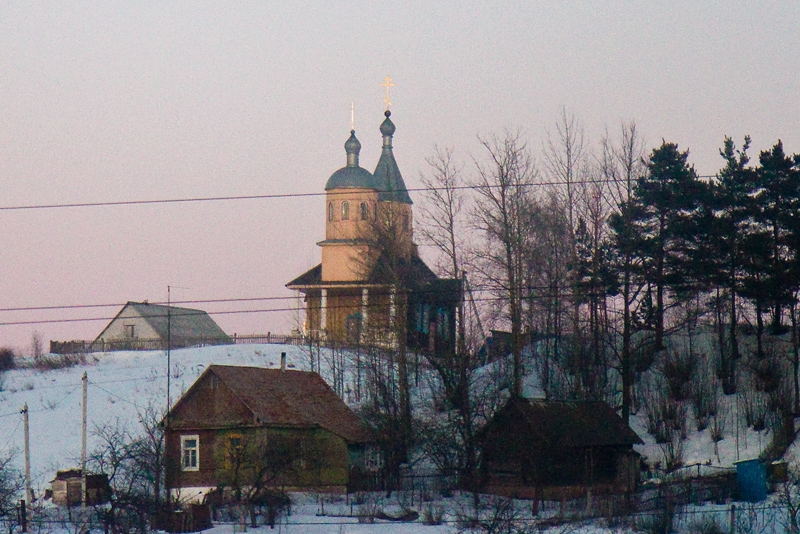
Церковь
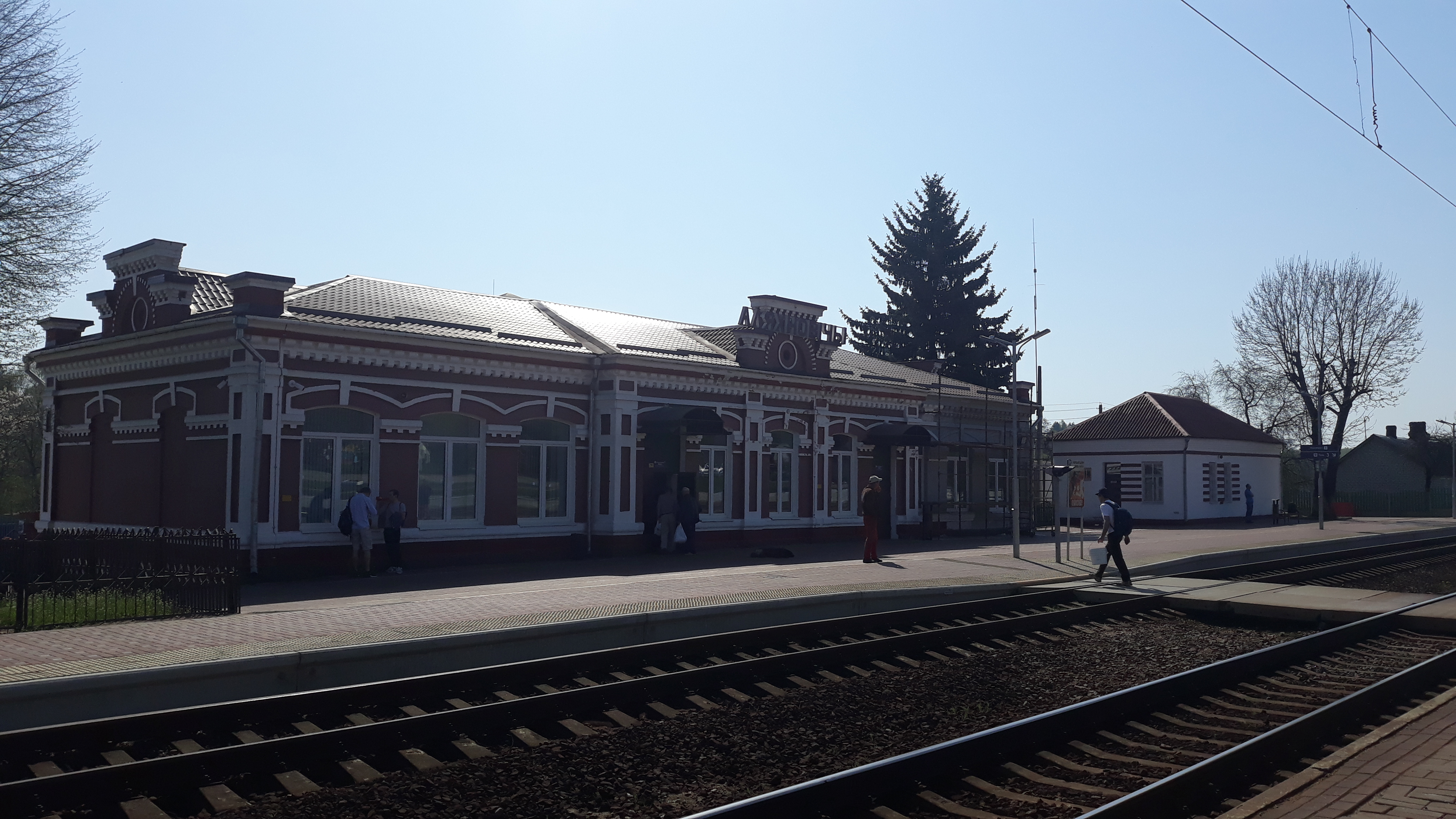
Ж/д станция